# Cao Ly
Cao Ly (tiếng Hàn: 고려; Hanja: 高麗; Romaja: Goryeo; McCune–Reischauer: Koryŏ), tên đầy đủ là Vương quốc Cao Ly, là một vương quốc có chủ quyền ở bán đảo Triều Tiên được thành lập vào năm 918 bởi vua Thái Tổ sau khi thống nhất các vương quốc thời Hậu Tam Quốc và bị thay thế bởi nhà Triều Tiên vào năm 1392. Tên Cao Ly, bắt nguồn từ tên Cao Câu Ly, đã được Marco Polo nhắc đến với tên Cauli trong tiếng Ý trước khi thành Corea rồi Korea, dùng làm tên gọi chính thức ngày nay của bán đảo này trong tiếng Anh. Cao Ly đã mở rộng biên giới vương quốc đến tỉnh Wŏnsan (Nguyên Sơn, 원산, 元山) ngày nay về phía đông bắc (936 - 943) và sông Áp Lục (Amnok hay Yalu, 압록, 鴨綠) (993) và cuối cùng hầu như toàn bộ bán đảo Triều Tiên (1374).
Cai trị vương quốc Cao Ly là nhà Cao Ly của dòng họ Vương (왕, 王, Wang), kinh đô đóng ở Khai Thành (개성, 開城, Kaesŏng). Người sáng lập nhà Cao Ly là Vương Kiến (Wang Kŏn, 왕건, 王建), tức vua Thái Tổ vào năm 918. Vương triều này kéo dài 474 năm với nhiều biến cố lịch sử thăng trầm nhưng đã để lại nhiều dấu ấn rất đáng kể trong lòng lịch sử Triều Tiên cùng với sự phát triển Phật giáo, khoa học quân sự, nghệ thuật. Vua nhà Cao Ly cuối cùng đã bị một vị tướng là Lý Thành Quế phế truất vào năm 1392 để lập ra nhà Triều Tiên. Đây là Chính phủ đầu tiên thống nhất hoàn toàn dân tộc Triều Tiên kể từ thời kỳ Cổ Triều Tiên tại hơn 1000 năm trước.

## Thành lập

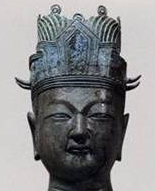
Vương Kiến (877-943), người sáng lập Vương triều Cao Ly

Nhà Tân La thống nhất Triều Tiên vào năm 668, có công phổ biến Phật giáo và phát triển kinh tế. Tuy nhiên, từ cuối thế kỷ thứ 9, sự tranh giành vương vị đã gây ra nội chiến và sự nổi dậy của nông dân ở nhiều nơi. Các địa phương ở xa trung ương trở nên coi thường mệnh lệnh của triều đình. Trước tình thế chính trị như vậy, Chân Thánh nữ vương đã phải tăng cường các biện pháp trấn áp, song điều này lại khiến gia tăng sự chống đối triều đình của các hào tộc có thế lực ở các địa phương. Năm 900, Chân Huyên (Kyŏn Hwŏn, 견훤, 甄萱) tuyên bố thành lập nhà Hậu Bách Tế tại Toàn Châu (Chŏnju, 전주, 全州), tây nam bán đảo Triều Tiên. Năm 901, đến lượt Cung Duệ (Kung Ye, 궁예, 弓裔) thành lập nhà Hậu Cao Câu Ly tại Khai Thành. Một lần nữa, bán đảo Triều Tiên lại rơi vào thế ba nước phân tranh mà sử sách gọi là thời Hậu Tam Quốc Triều Tiên.
Vương Kiến vốn là võ tướng của nhà Hậu Cao Câu Ly. Trong cuộc chiến giữa nhà Hậu Cao Câu Ly và nhà Hậu Bách Tế, Vương Kiến đã chỉ huy nhiều trận đánh và giành được nhiều thắng lợi, chứng tỏ tài năng của mình nên được quần thần nhà Hậu Cao Câu Ly kính nể. Tuy nhiên, điều này lại làm cho vua Hậu Cao Câu Ly là Cung Duệ lo ngại nên tìm cách trừ khử. Trong khi tự nhận mình là Di Lặc Bồ Tát, Cung Duệ lại huy động sức dân ở quy mô lớn để xây đền đài cung điện cho mình. Điều này khiến cho dân chúng bất mãn, còn quần thần trong triều cũng hình thành phái chống đối. Vương Kiến đã nhân cơ hội này đã làm binh biến, lật đổ Cung Duệ, lập nên nhà Cao Ly năm 918.
Sau khi thành lập, nhà Cao Ly tiếp tục cuộc chiến chống nhà Hậu Bách Tế và Tân La. Năm 927, Cao Ly bị bại trận dưới tay Hậu Bách Tế tại khu vực Đại Khâu (Taegu, 대구, 大邱) ngày nay, rất nhiều tướng lĩnh thân cận của Vương Kiến đã tử trận trong cuộc chiến này. Trong suốt 3 năm tiếp theo, Hậu Bách Tế đã chiếm ưu thế hơn Tân La và Cao Ly nhưng sau đó đã bị suy yếu sau trận chiến bại với Cao Ly vào năm 930.
Đến tháng 11 năm 935, Kính Thuận Vương (Kyŏngsun wang, 경순왕, 敬順王) nhà Tân La quy thuận Vương Kiến và sáp nhập lãnh thổ Tân La vào Cao Ly. Đến năm 936, sau 18 năm chiến tranh dai đẳng, Cao Ly tiêu diệt Hậu Bách Tế, thống nhất bán đảo Triều Tiên.

## Hệ thống chính trị
Mặc dù Cao Ly là nước chư hầu của nhà Tống nhưng danh xưng trong triều đình Cao Ly chiếu theo hệ thống hoàng triều như nhà Tống chứ không phải là vương triều. Kinh đô Khai Thành được gọi là "hoàng đô" (hwangdo, 황도, 皇都), kinh thành là "hoàng thành" (hwangsŏng, 황성, 皇城). Cách xưng hô khác như "bệ hạ" (pyeha, 폐하, 陛下), "thái tử: (t'aeja, 태자, 太子), "thái hậu" (t'aehu, 태후, 太后) và sắc lệnh của nhà vua được gọi là chiếu (詔) hoặc sắc (勅) càng khẳng định giả thiết Cao Ly dùng danh xưng theo hệ thống hoàng triều. Tuy nhiên, thường thì nhà Cao Ly không gọi vua của mình là "hoàng đế" như các vua Trung Quốc mà chỉ gọi là "đại vương" (taewang, 대왕, 大王). Chỉ đôi khi, họ mới gọi vua là "hoàng đế" (hwangje, 황제, 皇帝) hoặc "Hải Đông thiên tử" (Haedong ch'ŏnja, 해동천자, 海東天子). Sau khi Mông Cổ xâm lăng Cao Ly, các danh xưng này bị người Mông Cổ cấm sử dụng.
Để củng cố quyền lực của triều đình trung ương, Quang Tông (Kwangjong, 광종, 光宗), vị vua thứ tư, ban hành một loạt các bộ luật trong đó có luật giải phóng nô lệ vào năm 958, luật thiết lập chế độ thi tuyển nhân tài làm quan. Quang Tông còn tự xưng mình là hoàng đế, độc lập với các nước khác cùng thời.
Vị vua thứ năm, vua Cảnh Tông (Kyŏngjong, 경종, 景宗) đã tiến hành chính sách cải cách quyền sở hữu ruộng đất gọi là Điền sài khoa (Chŏnsigwa, 전시과, 田柴科). Còn vị vua thứ sáu, vua Thành Tông (Sŏngjong, 성종, 成宗) đã tiến hành bổ nhiệm các quan lại tại các địa phương, những nơi trước đây do các hào trưởng kế vị nhau nắm quyền. Từ năm 993 đến năm 1019, cuộc chiến tranh Cao Ly - Khiết Đan đã tàn phá vùng biên giới phía bắc Cao Ly.
Những cải cách này đã làm tăng đáng kể quyền lực của triều đình. Đến đời vua Văn Tông (Munjong, 문종, 文宗), triều đình trung ương đã thâu tóm hoàn toàn quyền lực của các hào trưởng địa phương. Văn Tông và các vua về sau đề cao tầm quan trọng của chính quyền dân sự hơn quân sự, do đó có thái độ trọng dụng các quan văn hơn là các quan võ.

## Chiến tranh và bất ổn nội

### Cuộc xâm lăng củaKhiết ĐanvàNữ Chân
Từ năm 993 đến năm 1019, Cao Ly và Khiết Đan xung đột liên tục ở vùng biên giới.
Năm 993, khoảng 6 vạn quân Khiết Đan đã tấn công xâm lược khu vực biên giới Tây Bắc của Cao Ly. Tuy nhiên, sau cuộc thương thuyết của sứ thần Cao Ly là Từ Hy (Sŏ Hŭi, 서희, 徐熙), người Khiết Đan chấp nhận rút quân và nhường vùng lãnh thổ phía đông sông Áp Lục cho Cao Ly, đổi lại Cao Ly phải đồng ý từ bỏ liên minh với nhà Tống. Tuy nhiên, Cao Ly không hoàn toàn tuân thủ hòa ước, họ vẫn tiếp tục bang giao với nhà Tống, củng cố vị thế của mình bằng cách xây dựng thành trì tại các vùng lãnh thổ mới giành được ở biên giới phía bắc.
Trong lúc đó, năm 1009, tướng Khang Triệu (Kang Cho, 강조, 康兆) của Cao Ly đã thực hiện một cuộc binh biến chống lại vua Mục Tông (Mokchong, 목종, 穆宗), giết chết nhà vua và áp đặt quân luật lên triều đình. Nhân lúc nội bộ Cao Ly đang tranh giành quyền lực, 40 vạn quân Khiết Đan lần nữa mở cuộc tấn công xâm lược Cao Ly. Khang Triệu đã thống lĩnh quân đội Cao Ly chặn đứng quân xâm lược Khiết Đan cho đến khi ông bị người Khiết Đan bắt được và xử tử. Vua Hiển Tông (Hyŏnjong, 현종, 顯宗) buộc phải bỏ kinh thành tạm thời chạy về La Châu (Naju, 나주 hay 라주, 羅州). Nhận thấy không thể thiết lập được chỗ đứng trên lãnh thổ Cao Ly và lo sợ bị phản công, quân Khiết Đan buộc phải rút lui.
Năm 1018, người Khiết Đan lần thứ ba xâm lược Cao Ly với 10 vạn quân. Tại sông Hưng Hải Tân (Hŭnghaejin, 흥해진, 興海津), tướng Khương Hàm Tán (Kang Hamch'an, 강함찬, 姜邯贊) hạ lệnh xây đập chặn dòng sông, khi quân Khiết Đan vượt sông đến giữa dòng thì ông ra lệnh phá đập để nước sông nhấn chìm phần lớn quân Khiết Đan. Thiệt hại khi qua sông khá lớn cộng thêm việc tướng Khương Hàm Tán tổng tấn công vào lực lượng còn lại của quân Khiết Đan dẫn đến kết quả chỉ còn trơ trọi vài nghìn quân Khiết Đan sống sót tháo chạy về nước sau thảm bại tại Quy Châu (Kwiju, 귀주, 龜州) một năm sau đó.
Trong khi đó, tộc người Nữ Chân ở phía Bắc - trước đây luôn thần phục và cống nạp cho Cao Ly - nay phát triển thành một thế lực mạnh và thống nhất dưới trướng của dòng họ Hoàn Nhan (Wanan, 完颜). Họ bắt đầu tổ chức nhiều cuộc tấn công vào biên giới Cao Ly - Nữ Chân và cuối cùng, tấn công xâm lược Cao Ly.
Năm 1107, tướng Doãn Quán (Yun Kwan, 윤관, 尹瓘) thống lĩnh một đạo quân khoảng 17 nghìn người mới thành lập mang tên Biệt Vũ Ban (Pyǒlmuban, 별무반, 別武班) tấn công người Nữ Chân. Cuộc chiến đã kéo dài trong nhiều năm và kết quả cuối cùng người Nữ Chân bị đánh bại và đầu hàng Doãn Quán. Để đánh dấu chiến thắng này, Doãn Quán cho xây dựng chín pháo đài ở phía đông bắc biên giới Cao Ly - Nữ Chân được gọi là Đông Bắc Cửu Thành (Tongbuk Kusŏng, 동북9성, 東北九城). Tuy nhiên, năm 1108, tân vương của Cao Ly, vua Duệ Tông (Yejong, 예종, 睿宗) ra lệnh cho Doãn Quán rút quân. Vì sự ngấm ngầm hãm hại và dèm pha của phe đối lập trong triều, ông bị bãi chức. Song song đó, phe đối lập còn đấu tranh đòi trả lại chín thành mới trên đất mà Doãn Quán vừa đoạt được cho người Nữ Chân.

### Tranh giành quyền lực
Từ đời vua Văn Tông đến đời vua thứ 17, vua Nhân Tông, đều tấn cung hậu, phi từ dòng họ Lý ở Nhân Châu (Inju Yissi, 인주 이씨, 仁州李氏). Vì vậy, cuối cùng dòng họ Lý đã thâu tóm quyền hành trong tay, lấn át cả nhà vua. Hậu quả của việc này là cuộc binh biến của Lý Tư Khiêm (Yi Chagyŏm, 이자겸, 李資謙) vào năm 1126. Tuy cuộc binh biến thất bại nhưng quyền hành của nhà vua cũng trở nên suy yếu sau đó. Triều đình Cao Ly ngày càng sa vào các cuộc tranh chấp, bè đảng giữa các quan lại, quý tộc.
Năm 1135, nhà sư Diệu Thanh (Myo Ch'ŏng, 묘청, 妙淸) thuyết phục nhà vua dời kinh đô về Tây Kinh (Sŏgyŏng, 서경, 西京 - tức Bình Nhưỡng ngày nay). Đề xuất này đã phân hóa triều đình Cao Ly thành hai phe đối nghịch nhau: phe ủng hộ dời đô về Tây Kinh và bành trướng thế lực sang Mãn Châu do Diệu Thanh cầm đầu; phe phản đối do Kim Phú Thức (Kim Pusik, 김부식, 金富軾) (tác giả của Tam quốc sử ký) cầm đầu, muốn giữ nguyên như hiện tại. Diệu Thanh đã thất bại trong việc thuyết phục nhà vua dời đô nên bỏ lên Tây Kinh và nổi loạn chống lại triều đình trung ương, thành lập nước Đại Phương (Taebang, 대방, 大方). Vương quốc này tồn tại không lâu và người lãnh đạo nó - Diệu Thanh - cũng bị giết sau đó.
Năm 1170, một nhóm võ quan được lãnh đạo bởi Trịnh Trọng Phu (Chŏng Chungbu, 정중부, 鄭仲夫), Lý Nghĩa Phương (Yi Ŭibang, 이의방, 李義方) và Lý Cao (Yi Ko, 이고, 李高) thực hiện một cuộc binh biến, phế vua Nghị Tông (Ŭijong, 의종, 毅宗) và đưa vua Minh Tông (Myŏngjong, 명종, 明宗) lên ngôi. Quyền lực thật sự nằm trong tay các võ quan - những kẻ kế tiếp nhau thống lĩnh lực lượng cấm quân Đô Phòng (Tobang, 도방, 都房) nhằm khống chế nhà vua, bắt đầu thời kỳ các võ quan thao túng chính quyền. Năm 1179, viên tướng trẻ Khánh Đại Thăng (Kyŏng Taesŭng, 경대승, 慶大升) nắm quyền và ông bắt đầu những nỗ lực khôi phục lại toàn quyền cho nhà vua cũng như thanh lọc nạn tham nhũng trong triều.
Tuy nhiên, không bao lâu sau ông qua đời vào năm 1183 và người thay ông là tướng Lý Nghĩa Mẫn (Yi Ŭi-min, 이의민, 李義旼). Vào năm 1197, một số võ quan có tư tưởng bảo thủ do tướng Thôi Trung Hiến (Ch'oe Ch'unghŏn,최충헌, 崔忠獻) cầm đầu đã ám sát Lý Nghĩa Mẫn cùng ba người con của ông, giành quyền lực về tay Thôi Trung Hiến. Liên tục trong suốt 61 năm, gia tộc họ Thôi hoàn toàn lũng đoạn chính trường Cao Ly, biến các vua Cao Ly trở thành những ông vua bù nhìn. "Triều đại" của họ Thôi bắt đầu từ Thôi Trung Hiến; sau đó là con trai của ông, Thôi Vũ (Ch'oe U, 최우, 崔瑀); cháu trai Thôi Hàng (Ch'oe Hang, 최항, 崔沆) và chắt Thôi Nghị (Ch'oe Ŭi, 최의, 崔竩). Để thâu tóm quyền lực, Thôi Trung Hiến phế bỏ vua Minh Tông và lập vua Thần Tông (Sinjong, 신종, 神宗). Tuy nhiên, sau khi vua Thần Tông qua đời, Thôi lại tiếp tục phế lập hai vị vua nữa (vua Hy Tông - Hŭijong, 희종, 熙宗 và vua Khang Tông - Kangjong, 강종, 康宗) cho đến khi ông lập được Cao Tông (Kojong, 고종, 高宗) là một ông vua dễ bảo.

### Kháng chiến chống Mông Cổ
Năm 1231, Đại Hãn Oa Khoát Đài của Mông Cổ xua quân xâm lược Cao Ly, đây là một phần trong kế hoạch bình định khu vực Đông Bắc Trung Quốc. Triều đình Cao Ly buộc phải chạy ra đảo Giang Hoa nằm trong vịnh Kinh Kỳ (Kyŏnggi, 경기, 京畿) vào năm 1232. Thừa tướng Thôi Vũ, thống lĩnh quân đội Cao Ly, đã kiên cường tổ chức kháng chiến chống quân xâm lược. Triều đình Cao Ly đã kháng chiến trong gần 30 năm nhưng cuối cùng phải xin nghị hòa vào năm 1259.
Trong khi đó, từ năm 1231 đến 1259 người Mông Cổ nhiều lần mở chiến dịch tấn công và tàn phá nhiều khu vực thuộc các đạo Khánh Thượng (Kyŏngsang, 경상, 慶尙) và Toàn La (Chŏlla, 전라, 全羅). Có 6 đợt đợt tấn công chính diễn ra vào các năm 1231, 1232, 1235, 1238, 1247, 1253; từ năm 1253 đến 1258 quân Mông Cổ dưới sự chỉ huy của Jalairtai (Xa La Thái - 车罗大 hoặc Trác Khắc Nhi Đái - 札克儿带) đã mở bốn đợt tấn công liên tiếp có tính chất hủy diệt nhằm vào Cao Ly trong chiến dịch quân sự giành chiến thắng chung cuộc cho người Mông Cổ đối với Cao Ly. Chiến dịch này đã gây ra sự tàn phá, đau thương và chết chóc kinh hoàng cho thường dân trên khắp bán đảo Triều Tiên, để rồi cuối cùng triều đình Cao Ly phải chấp nhận đầu hàng vào năm 1259.
Nhân dân Cao Ly đã kháng cự rất dũng cảm và kiên cường, bản thân triều đình Cao Ly đóng ở Giang Hoa cũng nỗ lực củng cố thành lũy. Trên chiến trường, quân Cao Ly cũng đã giành được nhiều chiến thắng nhưng họ không đủ sức chống đỡ nhiều cuộc xâm lăng ồ ạt của kẻ thù quá mạnh. Năm 1236, vua Cao Tông ban lệnh biên soạn lại bộ Bát vạn đại tạng kinh - vốn đã bị phá hủy khi quân Mông Cổ xâm lược vào năm 1232. Bộ kinh Phật này phải mất 15 năm mới hoàn thành bản khắc trên 81 nghìn tấm gỗ và vẫn còn được bảo tồn đến ngày nay. Tháng 3 năm 1258, Tể Tướng Thôi Nghị bị Kim Tuấn (Kim Chun, 김준, 金俊) ám sát. Chế độ độc tài quân sự của dòng họ Thôi chấm dứt và nhóm quan văn chủ hòa với Mông Cổ nắm lấy quyền lực. Kết quả, nhóm quan văn cử sứ giả đến cầu hòa với quân Mông Cổ và một hòa ước được ký kết giữa đế quốc Mông Cổ và Cao Ly thừa nhận sự thống trị của người Mông Cổ đối với Cao Ly. Tuy nhiên, một số quan võ không chịu đầu hàng, họ khởi binh chống lại triều đình và lập căn cứ kháng chiến trên các hòn đảo ven biển phía Nam của bán đảo Triều Tiên, sự kiện này được gọi là Cuộc khởi nghĩa Tam Biệt Sao (1270-1273) (Sambyŏlch'o, 삼별초, 三別抄).
Hòa ước với Mông Cổ vẫn cho phép Cao Ly giữ chủ quyền và văn hóa truyền thống của mình - ngụ ý Cao Ly không phải chịu một sự đô hộ trực tiếp của người Mông Cổ. Tuy nhiên, sau cuộc xâm lăng, Mông Cổ đã sáp nhập các tỉnh phía Bắc Cao Ly vào lãnh thổ đế quốc và lập thành hai huyện. Ký xong hòa ước với Cao Ly, người Mông Cổ - sau này là nhà Nguyên ở Trung Quốc - dự định liên minh quân sự với Cao Ly để chinh phục Nhật Bản, dùng Cao Ly làm bàn đạp và làm nguồn hỗ trợ tài lực cho cuộc chiến. Năm 1274 và 1281, quân Nguyên vượt biển xâm lăng Nhật Bản nhưng tất cả đều thất bại do những trận bão biển thần phong Kamikaze-神風 dữ dội cũng như sức kháng cự mãnh liệt của quân Nhật, đã gây nhiều thiệt hại nặng nề cho quân Nguyên.
Bắt đầu từ triều vua Nguyên Tông (1260-1274) (Wŏnjong, 원종, 元宗), Cao Ly trở thành một thuộc quốc của nhà Nguyên. Dưới triều Nguyên Thế Tổ Hốt Tất Liệt (1260-1294), Cao Ly đã sai sứ cống nạp cho nhà Nguyên tổng cộng 36 lần. Nhà Cao Ly phải chịu sự khống chế của nhà Nguyên trong gần một thế kỷ, mãi đến khi Cung Mẫn Vương (Kongmin wang, 공민왕, 恭愍王) lên nắm quyền vào năm 1350 và bắt đầu bài trừ những ảnh hưởng của nhà Nguyên. Kể từ thập niên 1350, Cao Ly đã giành lại được độc lập cho mình.

### Nỗ lực cải cách cuối cùng

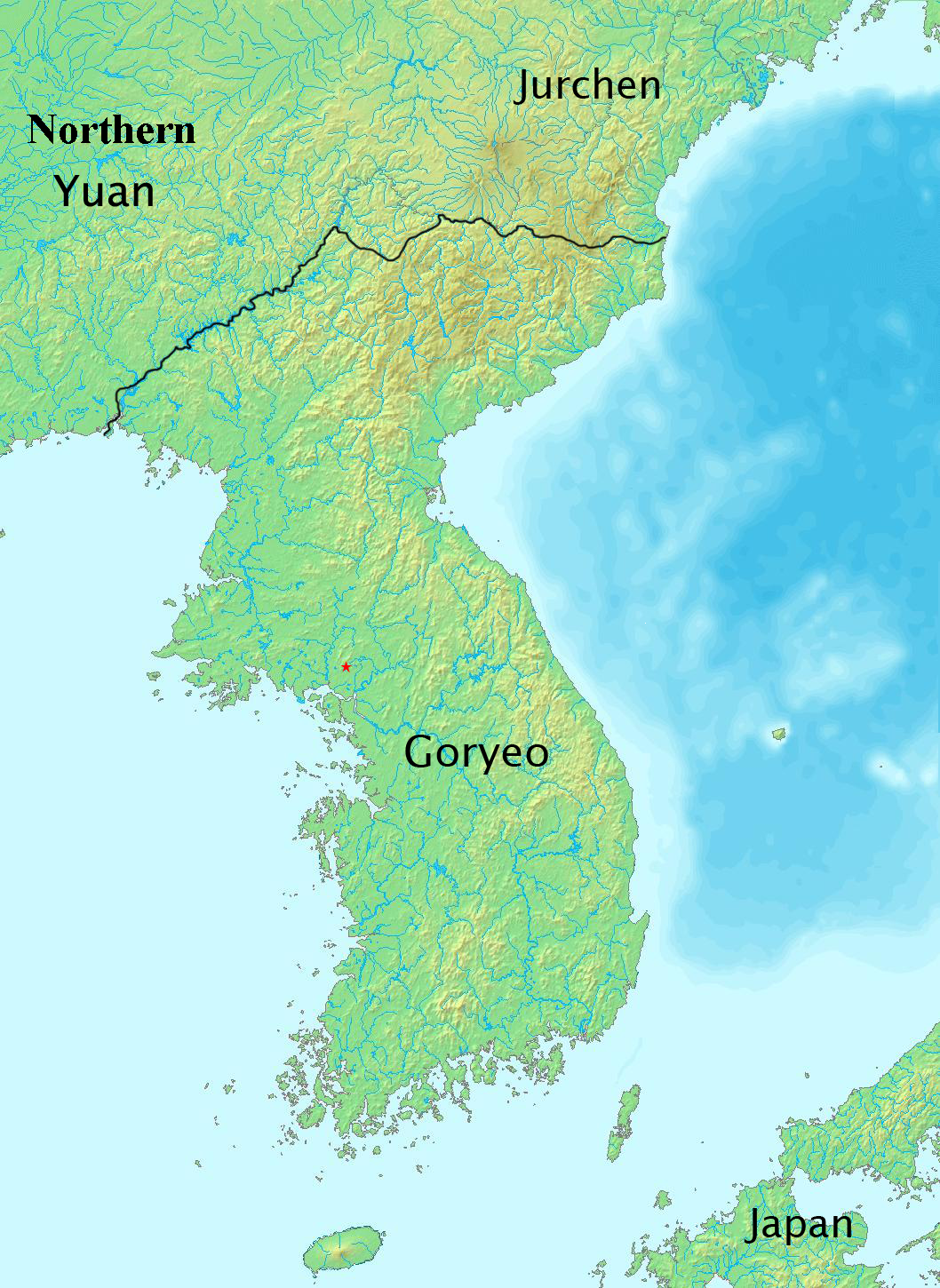
Lãnh thổ Cao Ly năm 1374

Lúc Cung Mẫn Vương lên ngôi, Cao Ly vẫn còn chịu ách thống trị của Nhà Nguyên. Chính vì vậy cũng giống như các vua khác của Cao Ly trong thời kỳ này, trước khi lên ngôi Cung Mẫn Vương phải sống ở Trung Quốc từ năm 1341 đến 1351 như một con tin và sau khi lên ngôi ông không được phép đặt miếu hiệu. Ông cũng buộc phải kết hôn với một công chúa Mông Cổ, tức Vương hậu Lỗ Quốc sau này (Noguk Taejang Kongju, 노국대장공주, 魯國大長公主, Lỗ Quốc Đại Trường Công chúa). Tuy nhiên vào khoảng giữa thế kỷ 14, nhà Nguyên bắt đầu đi vào con đường suy vong và bị nhà Minh đánh đuổi khỏi Trung Nguyên vào năm 1368. Cung Mẫn Vương đã nhân cơ hội để cải tổ lại triều đình và thanh trừ mọi ảnh hưởng của nhà Nguyên lên Cao Ly.
Hành động đầu tiên ông là cho bãi chức tất cả những quần thần văn võ trong triều có tư tưởng thân nhà Nguyên. Sau đó Cung Mẫn Vương hướng đến các vùng lãnh thổ của Cao Ly ở phía Bắc, nơi mà quân Nguyên đã chiếm đóng và biến thành hai phủ của đế quốc Nguyên: Song Thành (Ssangsŏng Ch'onggwanbu, 쌍성총관부, 雙城摠管府, Song Thành Tổng quản phủ) và Đông Ninh (Tongnyŏngbu, 동녕부, 東寧府, Đông Ninh phủ) - tương ứng với vị trí của hai tỉnh Bắc Hamgyong và Bắc Pyongan ngày nay. Quân Cao Ly nhanh chóng tái chiếm hai phủ này nhờ vào sự quy hàng của Lý Tử Xuân (Yi Cha-ch'un, 이자춘, 李子春) - một viên tiểu tướng người Cao Ly phục vụ trong hàng ngũ quân Nguyên tại Song Thành - và con trai ông ta Lý Thành Quế (Yi Sŏnggye, 이성계, 李成桂). Tiếp theo đó, tướng Lý Tử Xuân cùng với tướng Trì Long Thụ (Chi Yongsu, 지용수, 篪龍樹) chỉ huy một đợt tấn công vào Liêu Dương. Năm 1365, Vương hậu Lỗ Quốc qua đời trong khi sinh nở khiến Cung Mẫn Vương suy sụp, ông không màng gì đến chính sự và giao phó hoàn toàn việc nước cho nhà sư Tân Đôn (Sin Ton, 신돈, 辛旽). Tuy nhiên chỉ sau sáu năm, Tân Đôn bị mất chức. Cuối cùng vào năm 1374, Cung Mẫn Vương bị một người tình nam của mình giết chết. Cái chết của Cung Mẫn Vương đã làm tiêu tan mọi mơ ước của ông và đẩy Cao Ly vào con đường sụp đổ.

## Đối ngoại
Năm 962, Cao Ly bắt đầu thiết lập quan hệ với triều đại nhà Tống. Trên thực tế nhà Tống hoàn toàn không có quyền thống trị đối với Cao Ly, và Cao Ly gửi triều cống chủ yếu là vì lợi ích thương mại . Sau đó, Cao Ly cũng thiết lập quan hệ triều cống trên danh nghĩa với Liêu và Kim. Nhà Hán học Hans Bielenstein mô tả bản chất của mối quan hệ triều cống trên danh nghĩa giữa Cao Ly với các triều đại ở Trung Quốc :
| “ | Ngũ Đại, Tống, Liêu và Kim đều thích giả vờ rằng Cao Ly là một chư hầu triều cống. Trên thực tế điều này là hoàn toàn không chính xác. Ngũ Đại và nhà Tống không có biên giới chung với Cao Ly và không có cách nào, ngay cả khi họ có nguồn lực về quân sự, để khẳng định bất kỳ quyền lực thống trị nào đối với Cao Ly. Các cuộc xâm lược của người Liêu vào Cao Ly từ năm 993 đến năm 1020 đã bị nhân dân Triều Tiên đẩy lùi thành công. Kim không có nỗ lực đáng kể nào nhằm chống lại Cao Ly... Cần nhắc lại, Cao Ly không phải là một chư hầu với nhiệm vụ triều cống cho Ngũ đại, Tống, Liêu và Kịm. Mặc dù là nước nhỏ hơn, Cao Ly vẫn có thể chống lại các cuộc xâm lược của Liêu và Kim, và không cần phải cầu xin sự hòa bình. Điều này đòi hỏi chính sách ngoại giao khôn khéo và sự xoa dịu tối thiểu... Cao Ly đã thành công trong việc giữ quyền tự chủ của mình cho đến khi đế quốc Mông Cổ ra đời. | ” |

## Diệt vong
Đến cuối thế kỷ 14, sau khi nhà Nguyên bị nhà Minh đánh đuổi khỏi Trung Quốc, triều đình Cao Ly, dưới triều U Vương (U-wang, 우왕, 禑王) (con trai của Cung Mẫn Vương với một nữ nô), chia làm hai phe với hai đường lối đối ngoại trái ngược nhau: phe theo nhà Minh do tướng Lý Thành Quế đứng đầu và phe theo nhà Nguyên do Tể tướng Thôi Vinh (Ch'oe Yŏng, 최영, 崔榮) đứng đầu. Khi một sứ thần của nhà Minh đến Cao Ly năm 1388 (năm U Vương thứ 14) để đòi lại một phần quan trọng của lãnh thổ phía bắc Cao Ly, Thôi Vinh liền chớp lấy cơ hội này hạ lệnh tấn công cướp lấy bán đảo Liêu Đông (lâu nay Cao Ly luôn tự nhận mình có quyền thừa kế trực tiếp của vương quốc Cao Câu Ly xưa; vì vậy họ xem phần đất của Cao Câu Ly cũ tại Mãn Châu cũng là đất của Cao Ly).
Lý Thành Quế được chọn là người chỉ huy chiến dịch này; nhưng sau đó Lý nổi loạn, không phục tùng mệnh lệnh. Ông dẫn quân về kinh đô Khai Thành và thực hiện một cuộc đảo chính, lật đổ U Vương và người kế vị của ông ta là Xương Vương (Ch'ang wang, 창왕, 昌王) (1388) và dùng vũ lực đưa một nhân vật thuộc hoàng tộc tên là Vương Dao (Wang Yo, 왕요, 王搖) lên ngôi lấy hiệu là Cung Nhượng Vương (Kongyang wang, 공양왕, 恭讓王). Sau đó cả U Vương và Dương Vương đều bị giết chết sau một nỗ lực không thành nhằm giành lại quyền lực đã mất. Cuối cùng, năm 1392, Lý Thành Quế lật đổ Cung Nhượng Vương, đày ông ta đến Nguyên Châu (Wŏnju, 원주, 原州) và tiếm lấy ngôi vua, thành lập nhà Triều Tiên. Nhà Cao Ly chính thức cáo chung sau gần 5 thế kỷ cầm quyền.

## Giao thương thời Cao Ly
Tình hình giao thương nhìn chung phát đạt và nhộn nhịp dưới thời vương triều Cao Ly. Cảng thông thương chính của Cao Ly vào thời kỳ đầu là Bích Lan Độ (Pyŏngnando, 벽란도, 碧瀾渡) một cảng sông nằm trên một hòn đảo của sông Lễ Thành (Ryesŏng, 례성, 禮成), gần kinh đô Khai Thành của Cao Ly:
| TT | Giao thương với | Nhập khẩu                                             | Xuất khẩu                                             |  |
| 1  | Nhà Tống        | Lụa, ngọc trai, chè, gia vị, dược phẩm, sách, nhạc cụ | Vàng bạc, nhân sâm, đá hoa, giấy, mực                 |  |
| 2  | Nhà Liêu        | Ngựa, cừu, lụa chất lượng thấp                        | Khoáng sản, vải sợi bông, đá hoa, mực, giấy, nhân sâm |  |
| 3  | Nhà Kim         | Vàng, ngựa, vũ khí                                    | Bạc, lụa, vải sợi bông                                |  |
| 4  | Nhật Bản        | Thủy ngân, khoáng sản                                 | Nhân sâm, sách                                        |  |
| 5  | Nhà Abbas       | Thủy ngân, gia vị, ngà voi                            | Vàng bạc                                              |  |

## Văn hóa

### Bát vạn Đại tạng kinh
Bát vạn đại tạng kinh (P'alman Taejanggyŏng, 팔만대장경, 八萬大藏經) hay Cao Ly đại tạng kinh (Koryŏ Taejanggyŏng, 고려 대장경, 高麗大藏經) là bộ kinh Tam tạng với khoảng 80.000 bài kinh Phật. Bộ kinh này được bảo tồn tại chùa Hải Ấn (Haeinsa, 해인사, 海印寺), tỉnh Khánh Thượng Nam (Kyŏngsangnam-to, 경상남도, 慶尙南道) - Hàn Quốc. Được biên soạn năm 1251 bởi vua Cao Tông trong một nỗ lực dùng đạo Phật để đấu tranh thoát khỏi sự xâm lăng của người Mông Cổ. Bộ kinh được giữ sạch sẽ bằng cách phơi khô ngoài trời hằng năm.

### Nghệ thuật

#### Men ngọc bích Cao Ly

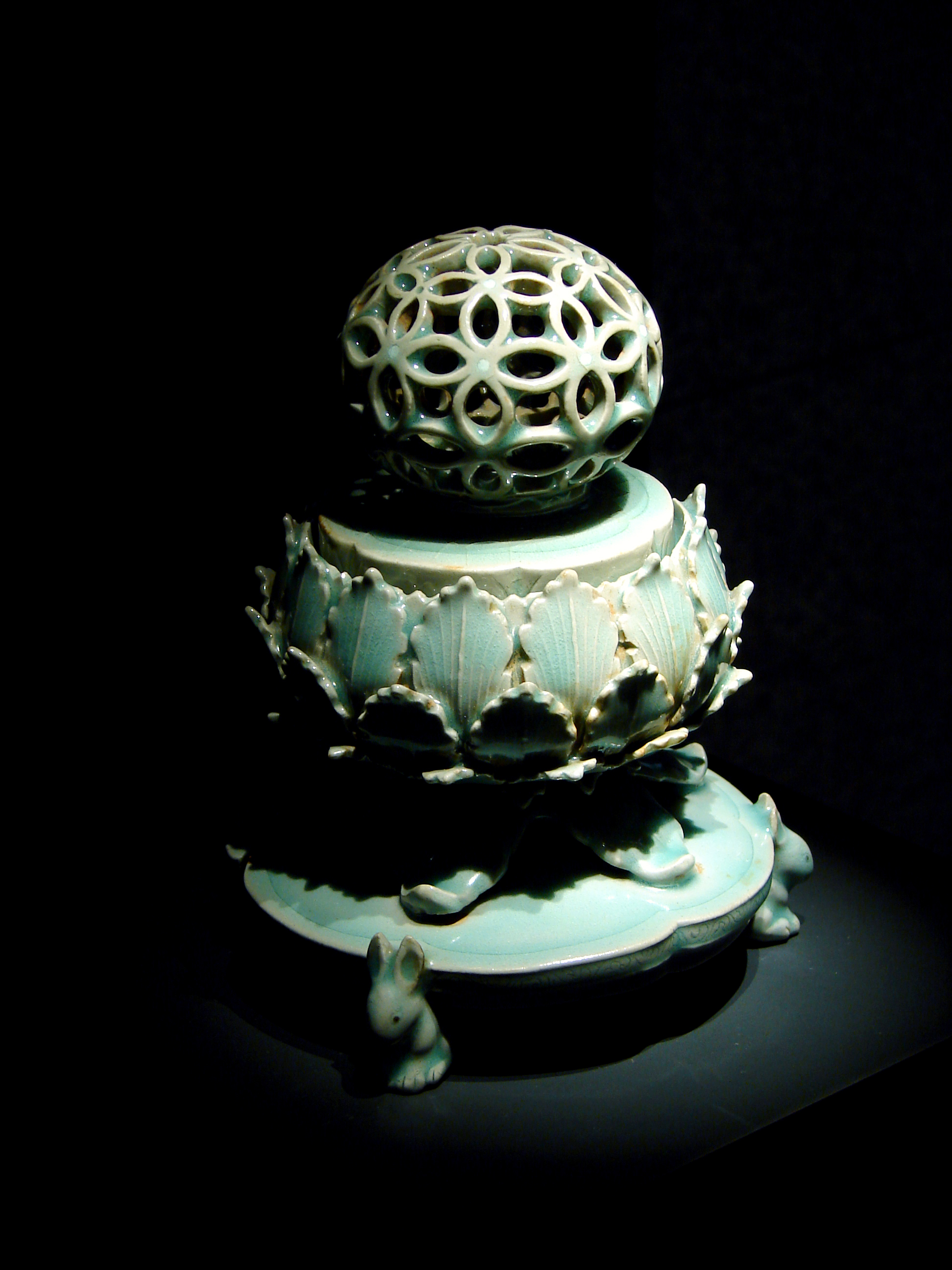
Lư hương ngọc bích, một trong những Báu vật Quốc gia của Hàn Quốc.

Đồ gốm Cao Ly được một số người cho rằng là loại gốm cầu kỳ và tỉ mỉ nhất trong lịch sử Triều Tiên. Hoa văn hình chữ triện, các kiểu trang trí hình lá cây, những dãi bông hoa cuộn tròn, những bảng dài hình ô van, côn trùng và cá được cách điệu và các mẫu khắc chạm bắt đầu xuất hiện tại thời kỳ này. Men thường có màu ngọc bích với nhiều tông khác nhau, với men có màu nâu đến màu gần như đen được sử dụng cho đồ gồm bằng đất sét có pha đá và vật dụng để chứa. Nước men ngọc bích có thể được tráng một lớp gần như trong suốt để lộ ra nền đen và trắng ở bên dưới.
Trong khi các dạng thường thấy là bình vai rộng, chén và tô cạn, hộp đựng đồ trang điểm cao cấp trang trí bằng men ngọc bích và tách trà tráng men nhỏ, đồ gốm dành cho đạo Phật có các loại bình hình quả dưa, chén trà hình hoa cúc với mẫu cấu trúc đẹp mắt đứng trên đài sen và hoa sen. Bát ăn xin có đường viền cong bên trong cũng cho thấy sự tương đồng với đồ dùng kim loại Triều Tiên. Tách uống rượu thường có chân cao gắn trên đế hình đĩa.

#### Kỹ thuật làm gốm

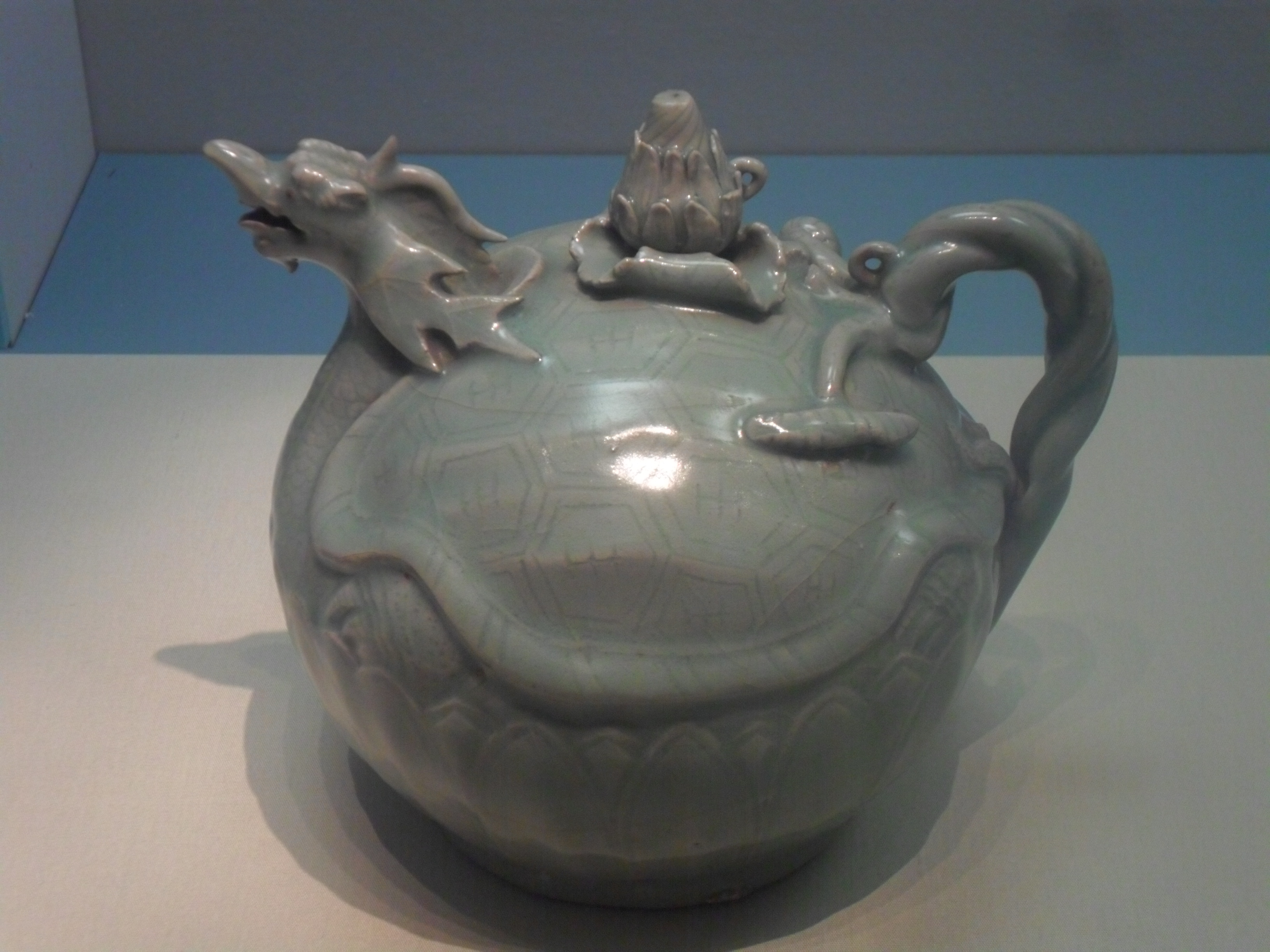
Ấm men lam hình rùa đầu rồng thời Cao Ly

Gốm có lõi rắn chắc bằng thạch gốm là một trong những thành phần then chốt; tuy vậy không nên nhầm lẫn với đồ sứ. Phần lõi ít sét, giàu thạch anh và kali, gần như đồng nhất với thành phần của gốm việt (Yueh - 越) Trung Quốc, do đó, nhiều học giả cho rằng đây là xuất xứ của loại men ngọc bích Triều Tiên. Men là loại men tro với thuốc màu sắt, được đốt yếm khí trong một lò nung 'rồng' kiểu Trung Quốc cải tiến. Màu lam đặc thù của men Triều Tiên được hình thành từ thành phần sắt trong nước men với một lượng rất nhỏ tạp chất Titan, đã điều chỉnh màu sắc ngả sang xanh lá cây, như có thể thấy trong đồ gốm việt của Trung Quốc. Tuy nhiên, những người thợ gốm Cao Ly đã đưa đồ gốm Cao Ly đi theo một hướng khác so với các bậc tiền bối Trung Quốc; thay vì chỉ dựa vào duy nhất các mẫu được khắc vào lớp men trong, cuối cùng họ phát triển kỹ thuật thượng cam (sanggam, 上甘) dát màu đen (ma-nhê-tít) và trắng (thạch anh) để tạo nên sự tương phản đậm nét với nước men. Nhiều học giả cho rằng kỹ thuật này được phát triển như là một bộ phận của kỹ thuật khắc dát truyền thống trong gia công kim loại và tranh sơn mài của Triều Tiên, và cũng từ sự không thỏa mãn với hiệu ứng cận quan khi khắc dát dưới một lớp men ngọc bích dày.

### Khoa học kỹ thuật

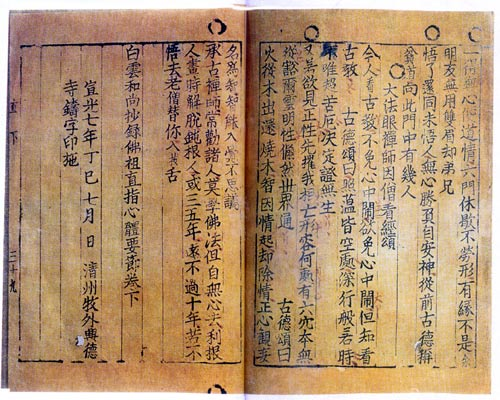
Jikji, Các bài giảng chọn lọc của các Phật hữu và thiền sư, quyển sách in bằng máy in kim loại được biết đến sớm nhất vào năm 1377. Thư viện quốc gia Paris.

Vào năm 1234 máy in bằng cơ cấu kim loại chuyển động đầu tiên trên thế giới được phát minh bởi Thôi Duẫn Nghi (Ch'oe Yun-ŭi, 최윤의, 崔允儀) vào thời Cao Ly. Quyển sách "Tường định cổ kim lễ văn" (Sangjŏng Kogŭm Yemun, 상정고금예문, 詳定古今禮文) - sách hướng dẫn về lễ nghi xưa và nay - được in bằng khuôn kim loại di động vào năm 1234. Nền kỹ thuật Triều Tiên tiến một bước dài ở triều đại Cao Ly và có quan hệ mật thiết với nhà Tống. Ở triều đại này, kỹ thuật làm giấy và gốm sứ, nay đã mai một, bắt đầu được áp dụng để sản xuất quy mô.
Vào thời thoái triều, Cao Ly đã gần hoàn chỉnh loại súng thần công lắp trên thuyền. Vào năm 1356 những thí nghiệm sơ bộ đã được tiến hành với vũ khí dùng thuốc súng bắn ra đạn gỗ hay kim loại. Vào năm 1373 thí nghiệm với tên lửa và ống phóng lửa có thể là dạng sơ khai của hỏa xa đã được phát triển và lắp đặt trên các thuyền chiến của Triều Tiên. Chủ trương lắp đặt súng thần công và những vũ khí dùng thuốc súng khác đã tiếp nối tốt vào thời nhà Triều Tiên và vào khoảng năm 1410, hơn 160 thuyền chiến của Triều Tiên đã được lắp súng thần công. Thôi Mậu Tuyên (Ch'oe Musŏn, 최무선, 崔茂宣), một nhà phát minh Triều Tiên thời trung cổ, nhà khoa học và tướng lĩnh quân đội lần đầu tiên đã giới thiệu nhiều ứng dụng rộng rãi của thuốc súng cho Triều Tiên và chế tạo nhiều loại vũ khí dùng thuốc súng.

### Nho giáo
Vua Quang Tông (Kwangjong, 광종, 光宗), người đã cho thành lập khoa cử (kwagŏ, 과거, 科擧) - một trung tâm khảo thí quốc gia - và vua Thành Tông (Sŏngjong, 성종, 成宗) là những vị vua chủ chốt đã chính thức hóa Nho giáo. Vua Thành Tông cho thành lập Quốc tử giám (Kukchagam, 국자감, 國子監), là một cơ quan giáo dục cao nhất của nhà Cao Ly. Việc truyền bá Nho giáo được tạo điều kiện dễ dàng hơn sau khi Thành quân quán (Sŏnggyun'gwan, 성균관, 成均館) hay Thái học (T'aehak, 태학, 太學) được thành lập vào năm 1398 - đây là một học viện với chương trình giảng dạy về Nho giáo - và một thái miếu trong lâu đài, nơi nhà vua thờ phụng tổ tiên.

### Phật giáo

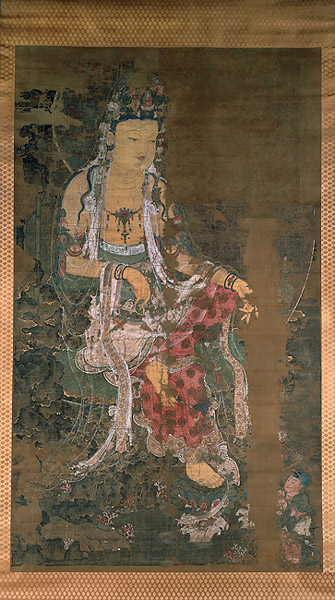
Bức họa Quán Thế Âm thời Cao Ly vào năm 1310.

Thoạt đầu, phái Thiền tông (Sŏn, 선, 善) mới bị các phái kinh điển hiện hữu xem là tông phái cấp tiến và nguy hiểm mới nổi lên. Do đó, những người khai sáng các tu viện "cửu sơn - 九山" gặp phải sự chống đối quyết liệt, bị trấn áp bởi uy thế từ lâu trong triều đình của phái Giáo (Kyo, 교, 教). Sự tranh chấp xảy ra sau đó tiếp diễn gần suốt thời nhà Cao Ly, nhưng dần dần lý luận của Thiền tông về sự sở hữu của chân truyền giác ngộ đã giành được quyền hành cao hơn. Địa vị có được vào giai đoạn sau của Thiền tông nói chung là nhờ vai trò to lớn từ những nỗ lực của nhà sư Tri Nột (Chinul, 지눌, 知訥), đã không xem các phương pháp thiền định của Thiền tông có vị trí cao hơn mà còn tuyên bố tư tưởng Thiền tông và Giáo có sự tương đồng và sự thống nhất về mặt bản chất. Mặc dù cả hai trường phái đều để lại dấu ấn trong lịch sử, nhưng đến cuối triều đại, phái Thiền tông trở nên lấn át trong những ảnh hưởng của nó đến triều đình và xã hội cũng như trong những tác phẩm Phật học của nhiều học giả uyên thâm. Trong suốt triều đại Cao Ly, Thiền tông trở thành "quốc giáo", nhận được sự ủng hộ và nhiều đặc quyền rộng rãi thông qua mối quan hệ với gia quyến vương tộc và các thành viên quyền lực trong triều đình.
Mặc dù các tông phái kinh điển đã suy yếu trong hoạt động và tầm ảnh hưởng của mình vào thời điểm này do sự lớn mạnh của phái Thiền tông, tông phái Hoa Nghiêm (Hwaŏm, 화엄, 華嚴) vẫn tiếp tục là nguồn kiến thức sinh động của vương quốc Cao Ly, tông phái này đa phần kế tục từ các tông phái Nghĩa Sương (Ŭisang, 의상, 義湘) và Nguyên Hiểu (Wŏnhyo, 원효, 元曉). Đặc biệt, tác phẩm của Quân Như (Kyunyŏ, 균여, 均如; 923-973) đã mở đường cho sự hòa giải giữa hai phái Hoa Nghiêm và Thiền tông với quan điểm hòa nhã của phái Hoa Nghiêm về sau này. Những tác phẩm của Quân Như là một nguồn tài liệu quan trọng cho nền học thuật hiện đại nhận diện bản chất đặc thù của phái Hoa Nghiêm Triều Tiên.
Một nhân vật quan trọng khác ủng hộ sự thống nhất Thiền/Giáo tông là Nghĩa Thiên (Ŭich'ŏn, 의천, 義天). Như hầu hết các nhà sư khác thời sơ Cao Ly, ông bắt đầu nghiên cứu Phật học theo tông phái Hoa Nghiêm. Sau đó, ông sang Trung Hoa, và ngay khi trở về, ông đã nhanh chóng truyền giảng Thiên đài tông (Ch'ŏnt'ae, 천태종, 天台宗), vốn trở nên dễ nhận ra là một phái Thiền tông khác. Do đó, giai đoạn này được mô tả là thời "ngũ giáo, lưỡng tông" (ogyo yangjong, 5교2육, 五教兩宗). Tuy nhiên, bản thân Nghĩa Thiên bị rất nhiều môn đồ Thiền tông xa lánh và ông đã qua đời khi còn tương đối trẻ mà không chứng kiến được sự hợp nhất Thiền - Giáo.
Nhân vật quan trọng nhất của phái Thiền tông dưới thời Cao Ly là Tri Nột (1158-1210). Vào thời đại của ông, giới tăng già đang khủng hoảng về giáo lý bên trong và ngoài đạo. Phật giáo dần chịu ảnh hưởng của những khuynh hướng thế tục và sự liên quan đến thế tục, như bói toán, cầu kinh và hành lễ cầu thành đạt trong những cố gắng thế tục. Sự xuống dốc này có nguyên nhân từ sự gia tăng ngày càng nhanh của số lượng các tăng ni với động cơ theo đạo đáng nghi ngờ. Do đó, chủ đề trừng giới, phục hồi niềm tin và cải tổ chất lượng Phật giáo là những chủ đề tranh cãi đáng chú ý của giới lãnh đạo Phật giáo thời bấy giờ.

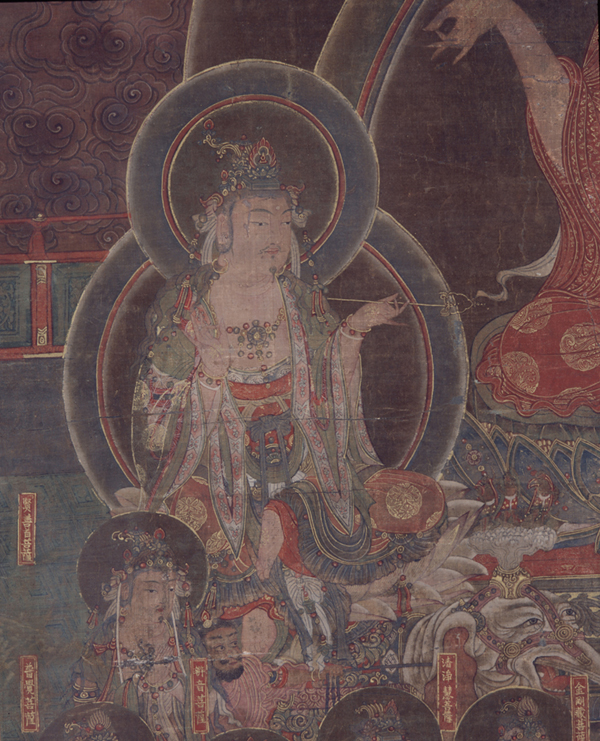
Hoa Nghiêm kinh biến tướng đồ (Hwaŏmgyŏng Pyŏnsangdo, 화엄경변상도, 華嚴經變相圖), bức tranh minh họa sự truyền giảng kinh Hoa Nghiêm thời Cao Ly.

Tri Nột đeo đuổi việc hình thành một trào lưu mới bên trong Thiền tông Triều Tiên mà ông gọi là hội tam muội địa (samādhi - 三昧地) và bát nhã (prajñā - 般若) với mục tiêu tạo dựng một giáo phái mới với các bậc tu hành khổ luyện, tĩnh tâm ở sâu trong núi. Cuối cùng, ông cũng hoàn thành tâm nguyện với sự sáng lập chùa Tùng Quảng (Songgwangsa, 송광사, 松廣寺) trên đỉnh núi Tào Khê (Chogye, 조계, 曹溪). Các công trình của Tri Nột đã khẳng định đặc điểm riêng biệt của tông phái mình thông qua sự phân tích và công thức hóa một cách hoàn hảo phương pháp luận nghiên cứu và thực hành Thiền. Một cuộc tranh cãi lớn đã gây xáo động một thời gian dài trong phái Thiền tông Trung Hoa nhận được sự quan tâm sâu sắc từ Tri Nột, là mối quan hệ giữa phương pháp "tiệm" (từ từ) và "đốn" (ngay lập tức) trong hành và ngộ. Rút tỉa từ sự luận bàn của người Trung Hoa về chủ đề này, quan trọng nhất là của Tông Mật (Zongmi, 宗密; 780-841) và Đại Tuệ (Dahui, 大慧; 1089-1163), Tri Nột đã sáng tạo ra phương pháp tự chứng "đột ngộ từ tiệm hành" (giác ngộ nhanh từ thực hành chậm), ông đã phác thảo một số bài giảng tương đối súc tích và dễ hiểu về phương pháp này. Tri Nột cũng đã hợp nhất phương pháp quán thoại (kwanhwa, 관훈, 觀話) vào hành pháp của Đại Tuệ. Dạng tham thiền này là phương pháp chính được dạy trong Thiền tông Triều Tiên ngày nay. Quan điểm trung dung của Tri Nột trong mâu thuẫn giữa Thiền - Giáo đã có ảnh hưởng sâu sắc và lâu dài đến Phật giáo Triều Tiên.
Trào lưu chung của Phật giáo vào nửa sau của triều đại Cao Ly đã đi xuống vì tham nhũng và sự gia tăng của tư tưởng chính trị và triết học bài Phật giáo mạnh mẽ. Tuy nhiên, dù đã sa sút nhưng thời kỳ này cũng xuất hiện một vài trong số những cao tăng kiệt xuất nhất của Thiền tông Triều Tiên. Ba vị sư nổi tiếng nhất của thời kỳ này, những người đã ghi lại tên tuổi của mình một cách xuất sắc trong việc vẽ nên đường tương lai của Thiền tông Triều Tiên, vừa là đồng đạo vừa là thân hữu: Cảnh Nhàn Bạch Vân (Kyŏnghan Baeg'un, 경한백운, 景閑白雲; 1298-1374), Thái Cổ Phổ Ngu (T'aego Pou, 태고보우, 太古普愚; 1301-1382) và Lãn Ông Tuệ Cần (Naong Hyegŭn, 나옹혜근, 懶翁慧勤; 1320-1376). Cả ba ông đều đến nhà Nguyên Trung Quốc để học phép giảng Lâm tế (臨濟; Imje trong tiếng Triều Tiên) quán thoại vốn đã được Tri Nột truyền bá. Sau khi trở về, cả ba người đã xây dựng những phương pháp sâu sắc có đối chiếu của phái Lâm tế cho phép giảng của họ. Mỗi người được cho là thu nạp hằng trăm môn đồ, cho thấy phương pháp này đưa vào Thiền tông Triều Tiên đã mang lại một hiệu quả rất đáng kể. Bất chấp sự ảnh hưởng của Lâm tế, một phương pháp cơ bản bị cho là chống giáo về bản chất, Cảnh Nhàn và Lãn Ông, dưới ảnh hưởng của Tri Nột và trào lưu thông Phật giáo (t'ong pulgyo, 통불교, 通佛敎) truyền thống, cho thấy một sự quan tâm hơn bình thường vào nghiên cứu kinh kệ, cũng như sự hiểu biết sâu sắc về Nho giáo và Lão giáo do sự ảnh hưởng ngày càng tăng của triết học Trung Hoa như là nền tảng của hệ thống giáo dục chính quy. Từ giai đoạn này, xuất hiện một xu hướng đáng ghi nhớ dành cho giới tăng ni Phật giáo Triều Tiên đó là "tam pháp luận".
Một sự kiện lịch sử trọng đại ở thời Cao Ly là sự xuất bản bản khắc gỗ đầu tiên của bộ kinh Tam tạng được gọi là Bát vạn đại tạng kinh. Hai bản đã được khắc, bản đầu tiên bắt đầu từ năm 1210 đến năm 1231 thì hoàn thành và bản thứ hai từ năm 1214 đến năm 1259 thì hoàn thành. Bản đầu tiên bị hủy hoại do hỏa hoạn trong một cuộc tấn công của quân Mông Cổ vào năm 1232, còn bản thứ hai vẫn còn tồn tại đến ngày nay và được lưu giữ tại chùa Hải ấn, tỉnh Khánh Thượng Nam (Kyŏngsangnam). Bản kinh Tam tạng này có chất lượng cao và được xem như là phiên bản chuẩn của kinh Tam tạng tại Đông Á trong gần 700 năm.